# Ascorhynchus verrucosus
Ascorhynchus verrucosus là một loài nhện biển trong họ Ascorhynchidae. Loài này thuộc chi Ascorhynchus. Ascorhynchus verrucosus được miêu tả khoa học năm 1991 bởi Stock.